# Boronus
Boronus, también llamado Boro o Boroni († después de 748), conde en Alsacia. Es el hijo del conde Batticho. Miembro de la familia noble de los Eticónidas. 

## Biografía
Un cartulario del siglo XV concerniente al monasterio de Honau y titulado Bisthumb Honaw, identifica a Boronus como hijo de Batticho y menciona su descendencia: Batticho genuit Boronem. Boro genuit duos filios: Adelbertum et Choros. Choros autem genuit unum filium nomine Adalbertum.
Boronus dona a la abadía de Honau la parte de la isla de Honau que había heredado de su padre, y una posesión situada en Kilstett (Gwillisteti). El documento está fechado en Ebersheim, el 21 de junio de 723.
En 739 (entre marzo y octubre), en Mandeure, Boronus cede al monasterio de Weißenburg gobernado por el abad Erloaldus, la herencia de su padre Badocune: in pago Alsaciorum los pueblos de Lupstein (Lupfinstagni), Batzendorf (Batsinagmi) y una localidad no identificada (Hischaigitisagmi), así como los bienes en Wundratzheim (Uuldromodihaime), Saasenheim (Saxinhaime), Duntzenheim (Tunteshaime), Ingenheim (Inginhaime), una localidad no identificada (Patenhaime), Bappenheim (Papanhaime).
Mediante un diploma fechado en Mandeure, el 16 de abril 748, vir illuster Boronus renueva la donación hecha al monasterio de Honau y la amplía mediante la cesión de los bienes situados en Gambsheim (Joahbagine), en Nieffern (Nuzwert). Probablemente la renovación de la donación de Boronus sobre su parte de la isla tenga que ver con que se haya reservado ciertos derechos sobre Honau.  
De esta manera, mediante estos documentos se encuentran suficientemente confirmadas las indicaciones genealógicas de la Notitia del cartulario de Honau sobre Bororus y su padre Batticho (Badocu).
Adalbertus, hijo de Boronus no se encuentra documentado. Choros, el nombre de su hermano, sorprende porque no es conocido en la antroponimia germánica; se trata manifiestamente de una corrupción. El abad Philippe-André Grandidier arbitrariamente corrigió este nombre y lo transformó en Hugo. La Notitia ha dado a conocer el nombre de su hijo Adalbertus, esto ha permitido encontrarlos en una donación hecha el 1 de abril de 805 al monasterio de Fulda: Adalbert hijo de Chroso (esta es por lo tanto la verdadera forma del nombre) dona a Fulda un bien situado sobre la ribera derecha del Rin, en el pueblo de Jehringheim (Eorogohaim), frente a Estrasburgo; el documento esta fechado en Oberschäffolsheim, localidad alsaciana próxima a Estrasburgo.

## Matrimonio y descendencia
El nombre de la esposa de Boronus se desconoce. Boronus y su mujer tuvieron dos hijos:
1. Adalbert II
2. Choros (Chroso)
  1. Adalbert III